# Commander (Automarke)
Commander war eine brasilianische Automarke.

## Markengeschichte
Ein Unternehmen aus São Paulo begann 1985 mit der Produktion von Automobilen und Kit Cars. Der Markenname lautete Commander. 1987 endete die Produktion. Coperglass aus Guarulhos setzte die Produktion unter anderem Markennamen fort.

## Fahrzeuge
Das einzige Modell war eine Art Geländewagen im Stil des Jeep. Die Basis bildete ein ungekürztes Fahrgestell von Volkswagen do Brasil. Ein luftgekühlter Vierzylinder-Boxermotor war im Heck montiert und trieb die Hinterräder an. Die Karosserie bestand teilweise aus Fiberglas und teilweise aus Rohren, die als Überrollvorrichtung dienten.
Eine verkleinerte Ausgabe für Kinder mit Motorradmotor stand ebenfalls im Angebot.